# The Human League
The Human League é uma banda inglesa de synth-pop formada em 1977 em Sheffield, tendo atingido grande popularidade na década de 1980 e regressado depois em meados dos anos 1990. Originalmente um grupo de pós-punk e sintetizadores de Sheffield, Inglaterra, sua composição tem-se alterado ao longo dos anos, sendo que o único membro original ainda na banda é o vocalista e compositor Philip Oakey. Foram um dos grupos pioneiros da música eletrónica após Kraftwerk, tendo editado os álbuns Reproduction em 1979 e Travelogue em 1980, ambos com pouco sucesso. Posteriormente Martyn Ware e Ian Craig Marsh sairam da banda para formar os Heaven 17.
Em 1981 lançam o álbum Dare!, com uma sonoridade mais pop e new wave, em que se destaca a inclusão de duas novas vocalistas, Joanne Catherall e Susan Ann Sulley.
O álbum Dare! é, ainda hoje, considerado como um dos mais importantes álbuns do synth-pop, sendo de destacar os singles "The Sound of the Crown", "Love Action", "Open your Heart"  e  "Don't You Want Me" (1º lugar em cinco países, incluindo Inglaterra e EUA).[carece de fontes?]
Outros temas de destaque são "Mirror Man" (nº 2 em Inglaterra) e "(Keep Feeling) Fascination" (nº 2 em Inglaterra e nº 8 nos EUA), ambos incluídos no EP Fascination, "Human" (nº 8 em Inglaterra e nº 1 nos EUA), do álbum "Crash", produzido por Jimmy Jam e Terry Lewis (produtores de Janet Jackson e Alexander O'Neal) e já nos anos 90, "Tell Me When" e "One Man in my Heart", do álbum Octopus.

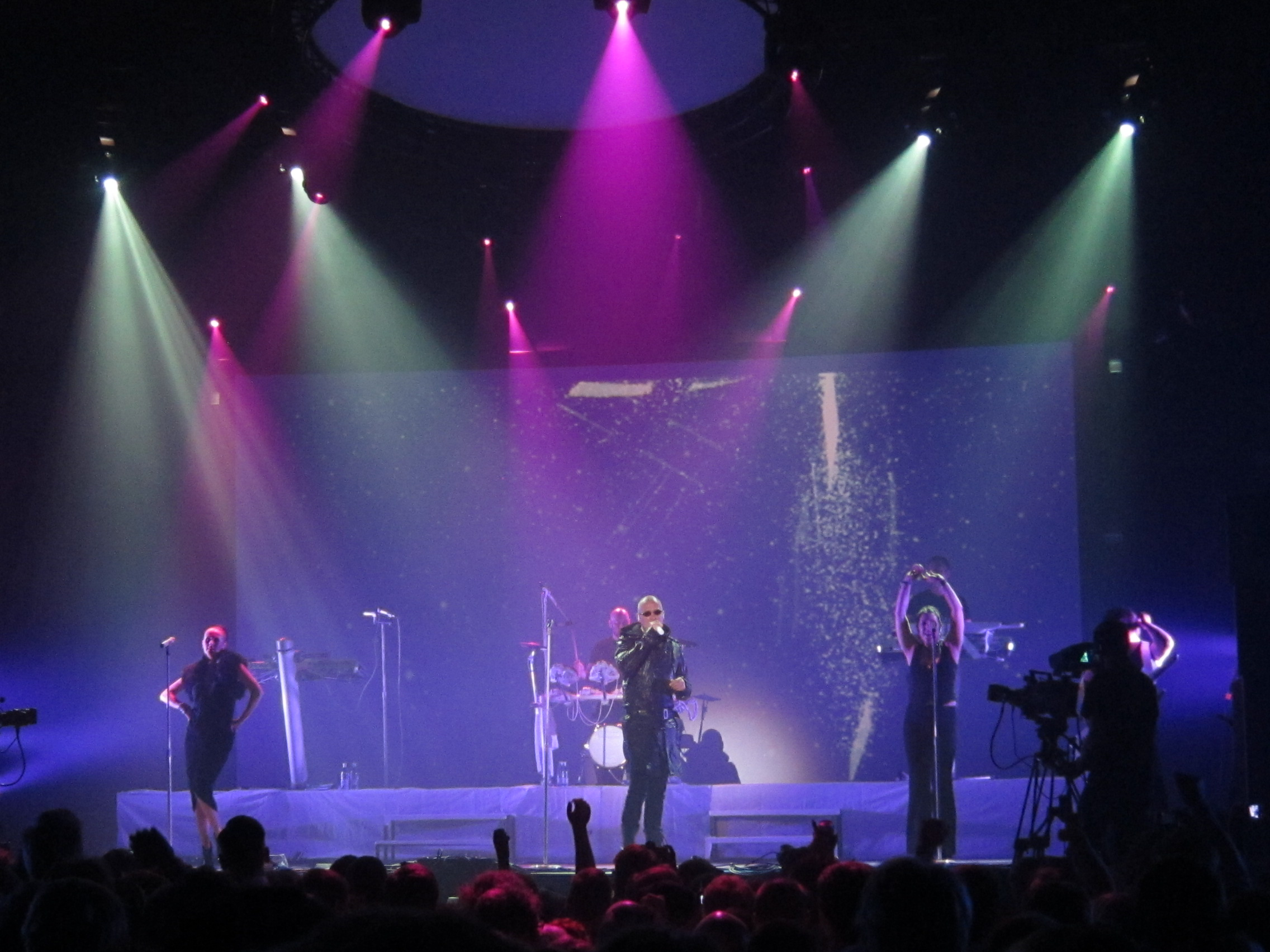
Show Human League 2011

A banda realizou dois shows no Brasil. Sua primeira apresentação foi no festival Nokia Trends. A segunda apresentação foi em um show em 6 Abril de 2011, no Via Funchal, em São Paulo. 
Em Portugal, actuaram em 2007 num concerto na Praça do Comércio, em Lisboa, e em 2019 no Festival EDP Vilar de Mouros, o mais antigo do país.[carece de fontes?]
Desde 1978, the Human League lançou nove álbuns de estúdio, quatro EPs, 30 singles e várias compilações. Eles tiveram cinco álbuns e oito singles no UK Top 10 e venderam mais de 20 milhões de discos ao redor do mundo.

## Discografia

### Singles
- 1978: "Being Boiled"
- 1979: "The Dignity of Labour EP (Instrumental)" / "Empire State Human"
- 1980: "Holiday '80 EP" / "Only After Dark"
- 1981: "Boys and Girls" / "The Sound of the Crowd" / "Open Your Heart" / "Love Action" / "Don't You Want Me?"
- 1982: "Mirror Man"
- 1983: "(Keep Feeling) Fascination"
- 1984: "The Lebanon" / "Life on your own" / "Louise"
- 1986: "Human" / "I Need Your Loving" / "Love Is All That Matters"
- 1990: "Heart like a Wheel" / "Soundtrack to a Generation"
- 1994: "Tell me when" / "One man in my Heart" / "Filling up with Heaven"
- 1996: "Stay with me tonight"
- 2001: "All I ever wanted"
- 2011: "Night People"

### Álbuns
- 1979: Reproduction
- 1980: Travelogue
- 1981: Dare
- 1982: Love and Dancing (Remix-Álbum)
- 1984: Hysteria
- 1986: Crash
- 1990: Romantic?
- 1995: Octopus
- 2001: Secrets
- 2011: Credo

### Outros
- 2002: The Golden Hour of The Future (Recordings by The Future and The Human League)
- 2002: Dare / Love And Dancing - 21st Anniversary Edition
- 2003: The very best of
- 2005: Live at the Dome

## Presença em Trilhas Sonoras
A banda teve duas canções incluídas em trilhas sonoras de telenovelas no Brasil. A primeira foi "Human", tema da personagem "Renata", interpretada por Elizabeth Savalla, em Hipertensão (telenovela), em 1987. Depois foi a vez de "Heart Like a Wheel", embalar a trilha de Barriga de Aluguel (telenovela) em 1990/1991.

## Membros
Membros atuais
- Philip Oakey – vocais, teclados (1977–presente)
- Joanne Catherall – vocais (1980–presente)
- Susan Ann Sulley – vocais (1980–presente)